# Queens Arcade

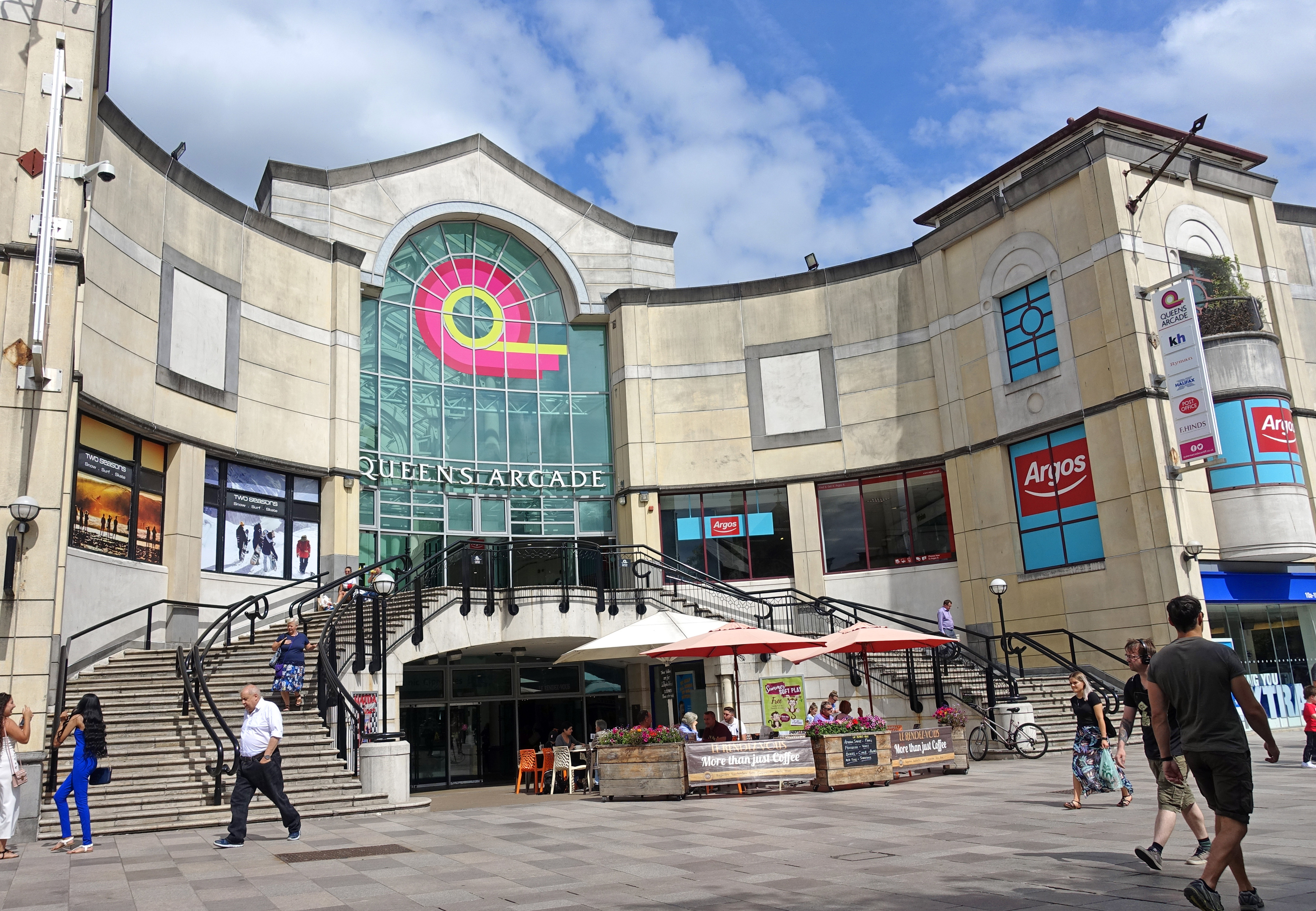
Queens Arcade

Queens Arcade (Walisisch: Arcêd y Frenhines) ist ein Einkaufszentrum in Cardiff, Wales. Das Zentrum wurde am 28. April 1994 eröffnet und befindet sich an der Queen Street.
Das Zentrum wurde auf dem ehemaligen Standort des Allders-Geschäfts gebaut. Der Haupteingang befindet sich an der Queen Street nicht weit von Cardiff Castle entfernt. Weitere Eingänge befinden sich auf der Saint John Street und der Working Street auf dem zentralen Marktplatz der Stadt.
Das Zentrum verfügt über zwei Ebenen und mehrere Restaurants und Geschäfte. Die Fassade ist an die Architektur des späten 19. Jahrhunderts angelehnt und diente mehrfach verschiedenen Dreharbeiten wie z. B. im Jahre 2005 bei der Doctor-Who-Episode Rose mit Christopher Eccleston und Billie Piper.